# Incidente del Arrecife Johnson del Sur
El incidente del Arrecife Johnson del Sur fue un altercado que tuvo lugar el 14 de marzo de 1988 entre las fuerzas de la República Popular China y la República Socialista de Vietnam sobre quién controlaría el arrecife Johnson del Sur en la región de los Bancos de la Unión de las islas Spratly en el mar de la China Meridional.

## Contexto
La 14.ª Comisión Oceanográfica Intergubernamental de la UNESCO (COI) acordó que China establecería cinco puestos de observación para estudios oceánicos mundiales, incluido uno en las Islas Spratly, y encargaron a China que construyera un puesto de observación allí en marzo de 1987. El Delegado de la República Popular China (PRC) elogió el GLOSS (Sistema Global de Observación del Nivel del Mar) durante la reunión de la COI de la UNESCO en París, pero señaló lo que la República Popular China consideraba que eran algunos errores en el texto del Documento COI. / INF-663; por ejemplo, "Taiwán" figura como "país" en los cuadros pertinentes que figuran en el documento. Los científicos del GLOSS no sabían que la República Popular China afirma que la República de China (en Taiwán) no es un país separado; tampoco sabían de las disputas territoriales en el Mar de la China Meridional.
Acordaron que China instalaría mareógrafos en sus costas en el Mar de la China Oriental, y en lo que la República Popular China llama sus Islas Nansha en el Mar de China Meridional. Los científicos no sabían que Taiwán ocupaba una de las islas Spratly, pero (a pesar de sus reclamos territoriales), en ese momento China no ocupaba ninguna. Después de numerosos reconocimientos y patrullas, en abril de 1987 China eligió el arrecife de Fiery Cross como la ubicación ideal (desde su punto de vista) para el puesto de observación, porque el arrecife desocupado estaba alejado de otros asentamientos y era lo suficientemente grande para el puesto de observación. Por otro lado, arrecife Johnson del Sur en el atolón hundido de los Bancos de la Unión, (150 km al este de Arrecife de Fiery Cross), está cerca de la isla Sin Cowe, habitada por los vietnamitas (también en los Bancos de la Unión), y también está dentro de las islas Filipinas, en la zona de exclusión económica de 200 millas náuticas; en otras palabras, Johnson del Sur se encuentra en un área de alto perfil y muy disputada. En enero y febrero de 1988, las fuerzas vietnamitas comenzaron a establecer presencia en los arrecifes circundantes, incluidos Collins y Lansdowne en los Bancos de la Unión, con el fin de monitorear la actividad china. Esto dio lugar a una serie de enfrentamientos.

## Secuelas
China actuó rápidamente para consolidar su presencia. A fines de 1988, había ocupado seis arrecifes y atolones en las islas Spratly.
El 2 de septiembre de 1991, China liberó a los nueve prisioneros vietnamitas de tomados en el incidente.
En 1994, China tuvo una confrontación similar al afirmar su propiedad de arrecife Mischief, que estaba dentro de la zona económica exclusiva reclamada de Filipinas. Sin embargo, Filipinas solo hizo una protesta política, ya que según el Centro Henry L. Stimson, la Armada Filipina decidió evitar el enfrentamiento directo. Esto se basó en parte en el incidente ocurrido en el arrecife Johnson del Sur, en la que los chinos habían matado a las tropas vietnamitas a pesar de que el conflicto tuvo lugar cerca del área controlada por los vietnamitas.